# 프티트 파데트

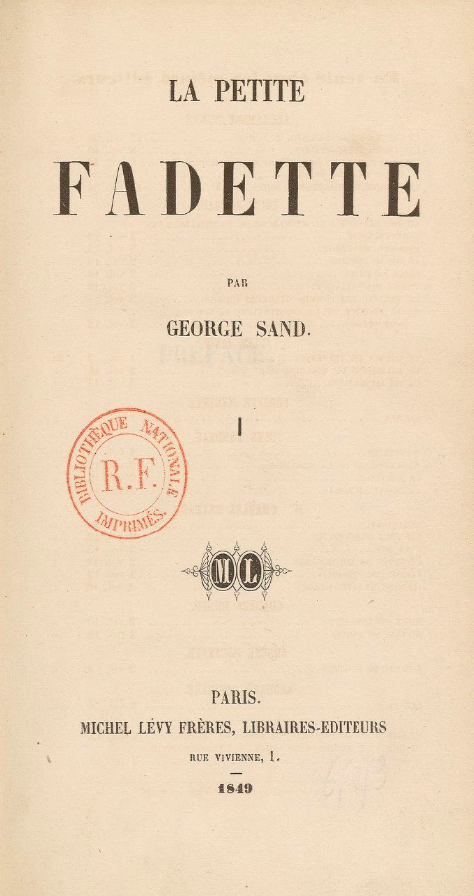

《프티트 파데트》(La Petite Fadette), 영어 제목으로는 Little Fadette. A Domestic Story (1849), Fadette. A Domestic Story (1851), 그리고 Little Fadette (1967)로 발간된 조르주 상드의 프랑스의 1849년 장편 소설이다.
빈약하고 왜소한 처녀 파데트가 어떤 청년과 사랑에 빠져 그 사랑 때문에 몰라보게 아름다워지는 한편 청년의 쌍둥이 형이 질투하여 두 사람을 방해하지만 그 장애를 넘어 사랑을 이룬다는 줄거리이다. 줄거리는 단순하고 별다른 파란도 없지만 아름다운 자연묘사에 서정성으로 상드의 전원소설 가운데 걸작이 되고 있다.

## 배경
≪소녀 파데트≫는 조르주 상드의의 작품 연대기 중 제3기(전원소설)에 속하는 것으로 오늘날까지 가장 많이 읽힌 작품 중 하나다. 상드의 일련의 전원소설들은 그녀가 소녀 시절에 호흡한 전원의 공기를 그리워하며 추상하면서 쓴 것으로, ≪소녀 파데트≫는 그녀의 천분이 가장 잘 발휘된 작품이다.
≪소녀 파데트≫는 소녀 시절의 상드 자신을 모델로 한 작품으로, 부드럽고 소박한 문체는 프랑스 중부 베리 지방의 방언을 섞어 사용해 작품에 더욱 친밀감을 갖게 한다. 소박한 농촌 풍경과 아름다운 자연, 천사 같은 주인공들의 마음이 서로 조화되어 있어, 이상향을 향한 작가의 꿈과 철학이 흐르는 음악처럼 시정을 타고, 때로는 은은한 목가처럼, 때로는 웅장한 교향악처럼 읽는 이의 가슴에 줄기줄기 메아리친다. 넘기 어려운 고개 같으면서도, 꿈과 낭만으로 부푼 사춘기 소년 소녀들이 엮는 사랑의 심리와 갈등 속에 한 소녀의 마음은 밤하늘의 불꽃처럼 우리 마음을 승화시킨다.
비록 사건의 전개 방식이나 이야기의 완결에 천진난만한 낙관주의가 보이고, 파데트가 갑자기 부자가 된다는 이야기 구성은 면밀성과 인물 정신분석의 결여를 드러내며, 너무 긴 대사가 다소 웅변적이기는 하지만, 가공의 농촌 풍경을 그린 다른 풋내기 오락 작품과는 엄연히 다르다. 상드가 그리는 농촌 풍경은 고요하면서도 웅대하고, 겉으론 변화무쌍하면서도 그 내면에는 평온함과 시정이 흐른다. 특히 상드가 관심과 친밀감을 갖는 농촌 사람들의 영상을 설치하는 데 그들의 풍취 있는 몸짓과 말투를 작품에서 그대로 재연하고 있어, 외면적으론 거칠지만 내면에 숨겨진 농촌 사람들의 미덕을 잘 드러낸다. 명암이 뚜렷한 상드의 전원소설의 인물들은 훨씬 더 진실성이 있다. 이 작품 속에는 굉장한 시위나 외침보다 더 절실한, 소박하고 흙냄새 풍기는 농촌 풍경이 그려져 있다.
특히 ≪소녀 파데트≫의 머리말에서 쓴 바와 같이, 상드의 사회적 관심과 혁명적 열정의 기저에는 인간에 대한 아름다운 사랑이 있는 것이다.
상드는 태어나서 죽을 때까지 사랑을 위해서 투쟁했으며, 사랑을 믿고 사랑의 완성을 위해 노력했다. 상드의 모든 작품들도 사랑의 이야기들이다. 그러나 그녀의 생애와 예술을 통해 본 사랑의 개념은 미완성이었다. 그렇기 때문에 상드는 개인적으로 가장 불행하고 절망적인 상태에 빠졌을 때마다 그녀의 어린 시절, 할머니 밑에서 자라면서 영향을 받은 고향 베리 지방의 자연과 흙과 전원을 배경으로 한 전원소설을 썼는데, 소녀 시절의 자신을 모델로 한 어린 소녀들, 즉 ≪마의 늪≫의 마리나 ≪소녀 파데트≫의 파데트 같은 16세 소녀들이 사랑으로 성숙되는 과정을 작품화하면서 자신의 슬프고 고독한 현실적 불행을 아름답게 승화시켰던 것이다.